# 2031 BAM

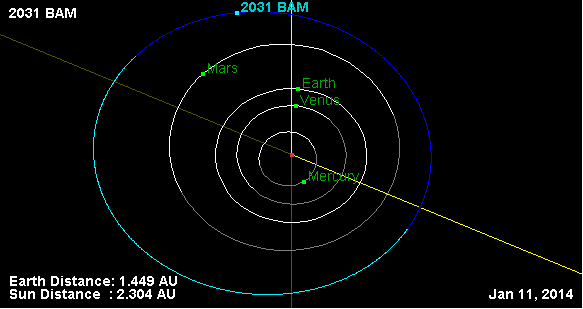
2031 BAM

2031 BAM eller 1969 TG2 är en asteroid i huvudbältet som upptäcktes den 8 oktober 1969 av den ryska astronomen Ljudmjla Tjernych vid Krims astrofysiska observatorium på Krim. Den har fått sitt namn efter järnvägslinjen Bajkal–Amur-järnvägen.
Den tillhör asteroidgruppen Flora.